# فیلم معمایی

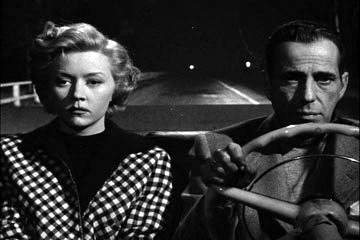
«در مکانی پرت»، که به‌طور مستقل توسط همفری بوگارت تولید شده‌است، تصویری بدبینانه و روانی از هالیوود را نشان می‌دهد.

فیلم معمایی یا فیلم رازآلود (به انگلیسی: Mystery film) ژانری از فیلم است که حول حل مسئله یا جنایت می‌چرخد. این فیلم بر تلاش‌های کارآگاه، محقق خصوصی یا افراد آماتور برای حل شرایط اسرارآمیز یک موضوع با استفاده از سرنخ‌ها، تحقیق و استنباط هوشمندانه تمرکز می‌کند.
این ،طرح اغلب بر توانایی قیاسی، قدرت، اعتماد به نفس یا تلاش کارآگاه متمرکز است، زیرا او سعی می‌کند با جمع‌آوری سرنخ‌ها و شرایط، به دنبال شواهد، بازجویی از شاهدان و ردیابی یک جنایتکار، جنایت یا موقعیت را کشف کند.
تعلیق اغلب به عنوان یک عنصر مهم طرح حفظ می‌شود. این کار را می‌توان با استفاده از موسیقی متن، زوایای دوربین، سایه‌های سنگین و پیچش‌های غافلگیر کننده طرح انجام داد. آلفرد هیچکاک از همه این تکنیک‌ها استفاده می‌کرد، اما گاهی به مخاطب اجازه می‌داد که در معرض تهدیدی قرار گیرد و سپس لحظه ای را برای تأثیر چشمگیر انتخاب کند.
این ژانر از داستانهای اسرارآمیز اولیه، داستانهای پلیسی داستانی یا ادبی، گرفته تا هیجان‌های کلاسیک هیچکاکی تا فیلمهای پلیسی خصوصی کلاسیک را شامل می‌شود. یکی از زیر ژانرهای مرتبط با فیلم، فیلم‌های جاسوسی است.